# Kobern-Gondorf
Kobern-Gondorf – miejscowość i gmina w Niemczech, w kraju związkowym Nadrenia-Palatynat, w powiecie Mayen-Koblenz, siedziba gminy związkowej Rhein-Mosel. Do 30 czerwca 2014 siedziba gminy związkowej Untermosel.

## Współpraca
Miejscowość partnerska:
- Arendonk, Belgia